# Křížovky
Křížovky je horské sedlo a rozcestí v Krkonoších.

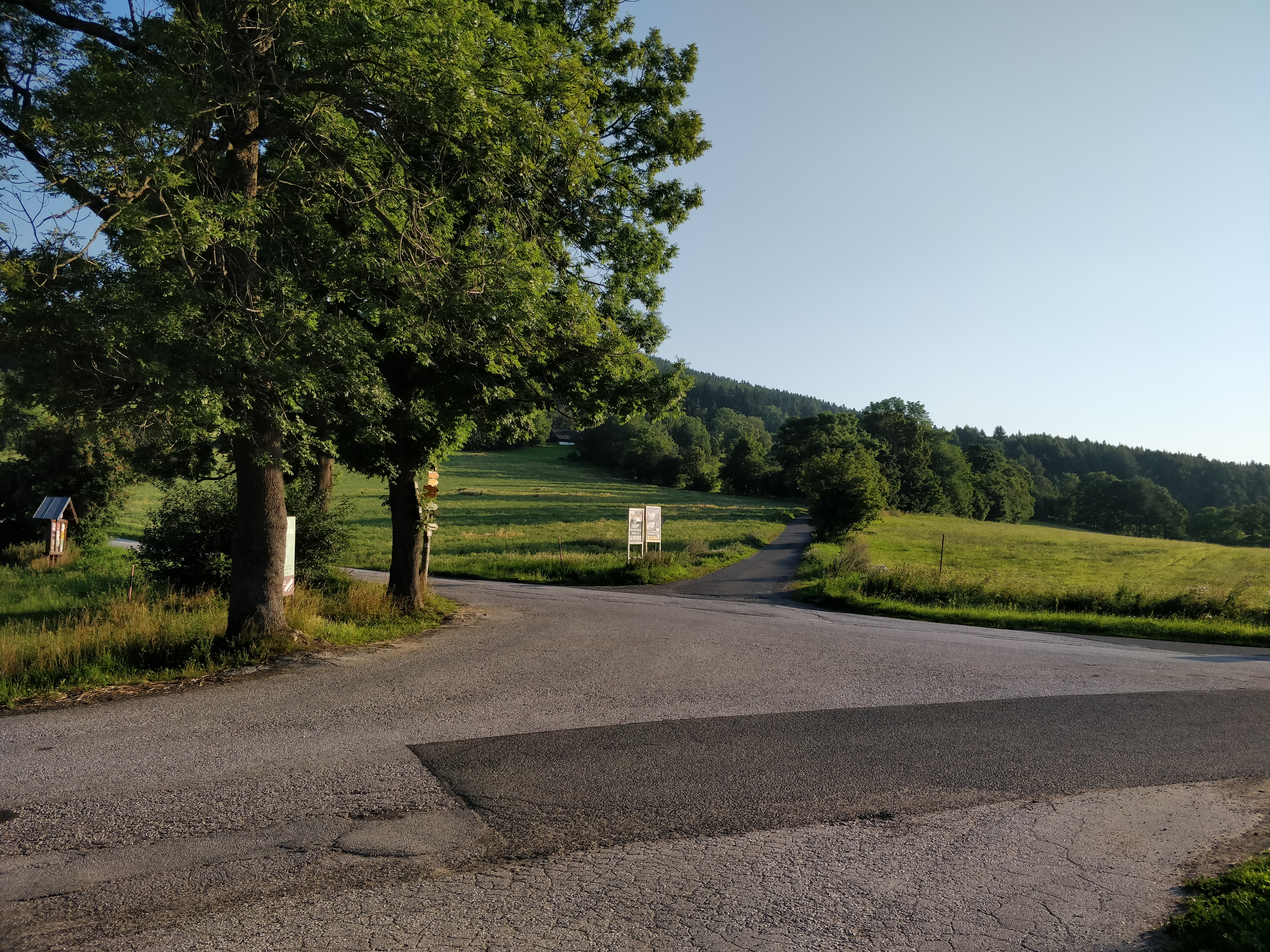
Rozcestí Křížovky na rozhraní Libereckého a Královéhradeckého kraje

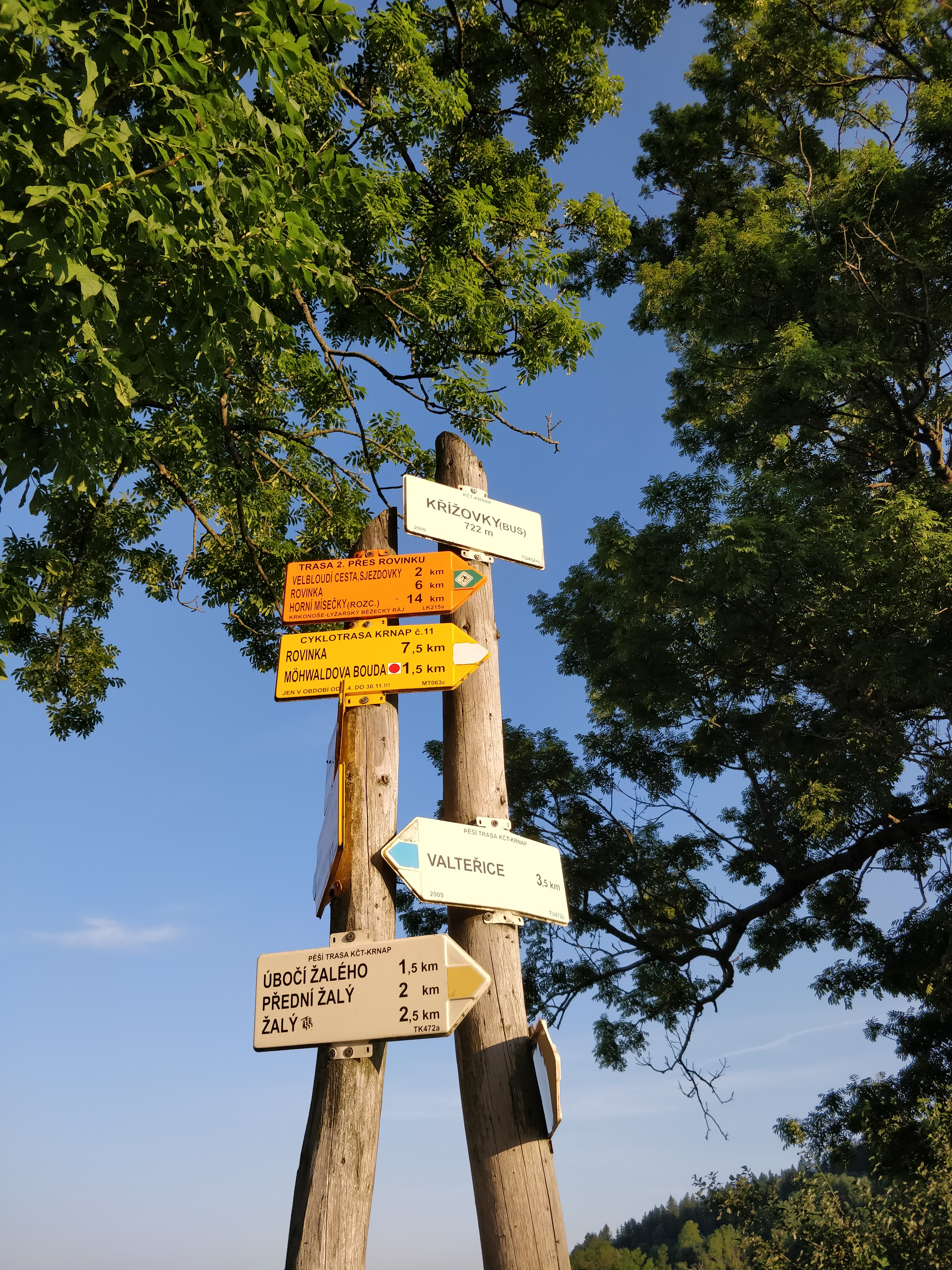
Rozcestník na Křížovkách

Z geomorfologického hlediska patří Křížovky do celku Krkonoš. Nachází se mezi vrcholy Přední Žalý a Sovinec a odděluje od sebe podcelky Krkonošské rozsochy a Vrchlabskou vrchovinu a jejich okrsky Žalský hřbet a Lánovskou vrchovinu. Jeho nadmořská výška je 721,5 metrů a leží asi 3,5 kilometru severozápadně od Vrchlabí a 6 kilometrů severovýchodně od Jilemnice. Sedlo se nachází na hranicích Krkonošského národního parku a jeho ochranného pásma.
Skrz sedlo vede silnice  silnice III/28624 spojující Jilemnici s Hořejším Vrchlabím. Přímo v něm z ní odbočuje silnice silnice III/28626 stoupající po západním úbočí Předního Žalého na Benecko, komunikace obsluhující osadu Žalý na jihovýchodním úbočí téže hory a cesta obsluhující pole na západním svahu Sovince. Na rozcestí je umístěna autobusová zastávka Křížovky, kterou využívají autobusové spoje, obsluhující Benecko a Mrklov z Vrchlabí a Jilemnice, zastávku zde mají i sezónní cyklobusy a autovláčky soukromých podnikatelů. Na žlutě značenou turistickou trasu 7207 spojující Vrchlabí s Předním Žalým se zde napojuje modře značená trasa 1900 z Valteřic.
V blízkém okolí sedla je zalesněn pouze severní svah Sovince. Okolní svahy pokrývají pole a louky. Přímo v sedle se nachází fotbalové hřiště s provozními budovami a parkoviště. Ze západní strany zasahuje do blízkosti sedla zástavba obce Mrklov.
Sedlo se nachází na rozvodí řek Labe a Jizery. Západně od sedla pramení Hamerský potok, který je pravým přítokem Labe a východně bezejmenný levý přítok potoka Cedronu, levého přítoku Jizerky.
V sedle - zejména v zimním období - fouká silný severozápadní vítr. Zimní údržba silnice (zejména posledního úseku silnice III/28626) je jeho vinou mimořádně obtížná kvůli rychlé tvorbě sněhových jazyků, ztěžujících nebo i zcela omezujících průjezdnost. 